# Yazıköy, Kocaköy
Yazıköy là một xã thuộc huyện Kocaköy, tỉnh Diyarbakır, Thổ Nhĩ Kỳ. Dân số thời điểm năm 2008 là 1.198 người.